# Kevin William Barden
Kevin William Barden (Dublino, 3 giugno 1908 – Dublino, 4 dicembre 2004) è stato un arcivescovo cattolico e missionario irlandese.

## Biografia
Kevin William Barden nacque a Dublino il 3 giugno 1908 ed era uno dei cinque figli di Thomas Garret Barden, dipendente dell'Irish Independent, e Winifred (nata Curran). Sua sorella suor Giacinta (al secolo Radegund) era missionaria a Nairobi.

### Formazione e ministero sacerdotale
Frequentò la scuola di Synge Street dei Fratelli cristiani. Nel settembre 1924 entrò nel convento di Tallaght dell'Ordine dei frati predicatori. Prese il nome religioso William. Nel 1925 emise la professione religiosa. Studiò filosofia a Tallaght e teologia a Roma.
Il 28 febbraio 1931 fu ordinato presbitero. In seguito conseguì il dottorato presso l'Università di Friburgo. Insegnò teologia nella casa di studi domenicana di Tallaght e tenne conferenze pubbliche per trent'anni. Nel 1961 venne inviato in Iran per stabilire una presenza domenicana a Teheran. Su richiesta della Santa Sede aprì una chiesa e una parrocchia. Barden fu poi raggiunto da padre Hugh Brennan e insieme affittarono una casa vicino all'Università di Teheran che chiamarono Rosary House. Il numero di persone che partecipavano alla messa aumentò nella misura in cui Barden organizzò la costruzione di una chiesa parrocchiale che venne intitolata a Sant'Abramo.
Nel 1970 venne nominato amministratore apostolico di Ispahan.

### Ministero episcopale
Il 30 maggio 1974 papa Paolo VI lo nominò arcivescovo di Ispahan. Ricevette l'ordinazione episcopale il 25 ottobre successivo a Teheran dall'arcivescovo Mario Brini, segretario della Congregazione per le Chiese orientali, co-consacranti l'arcieparca di Teheran Youhannan Semaan Issayi e l'eparca di Amadiya Hanna Kello.
Rimase in Iran fino alla rivoluzione islamica. Fu espulso dal paese nel 1980. Ritornò nel priorato di Santa Maria a Tallaght e, preso atto di non avere alcuna prospettiva di tornare in Iran, presentò la sua rinuncia al governo pastorale dell'arcidiocesi a papa Giovanni Paolo II che la accettò il 12 agosto 1982. Nel 1991 si trasferì nella residenza "Sacro Cuore" delle Piccole sorelle dei poveri di Sybil Hill a Raheny, un sobborgo di Dublino.
Morì a Raheny il 4 dicembre 2004 all'età di 96 anni. Le esequie si tennero il 7 dicembre alle ore 11 nel priorato domenicano di Santa Maria a Tallaght. Al termine del rito fu sepolto nel cimitero del priorato.

## Genealogia episcopale
La genealogia episcopale è:
- Cardinale Scipione Rebiba
- Cardinale Giulio Antonio Santori
- Cardinale Girolamo Bernerio, O.P.
- Arcivescovo Galeazzo Sanvitale
- Cardinale Ludovico Ludovisi
- Cardinale Luigi Caetani
- Cardinale Ulderico Carpegna
- Cardinale Paluzzo Paluzzi Altieri degli Albertoni
- Papa Benedetto XIII
- Papa Benedetto XIV
- Papa Clemente XIII
- Cardinale Marcantonio Colonna
- Cardinale Giacinto Sigismondo Gerdil, B.
- Cardinale Giulio Maria della Somaglia
- Cardinale Carlo Odescalchi, S.I.
- Cardinale Costantino Patrizi Naro
- Cardinale Lucido Maria Parocchi
- Papa Pio X
- Cardinale Gaetano De Lai
- Cardinale Raffaele Carlo Rossi, O.C.D.
- Cardinale Amleto Giovanni Cicognani
- Arcivescovo Mario Brini
- Arcivescovo Kevin William Barden, O.P.